# Szefowie ministrów Norfolku

## Lista szefów rząduNorfolku
| Data                                    | Osoba, nazwa urzędu                                            |
| --------------------------------------- | -------------------------------------------------------------- |
| 1896 to 15 stycznia 1897                | Oliver Masey Quintal, prezydent Rady Starszych                 |
| 15 stycznia 1897 do 1899                | Oliver Masey Quintal, prezydent Rady Starszych                 |
| 1899 do 1900                            | John Buffett, prezydent Rady Starszych                         |
| 1900 do 1903                            | John Forrester Young, prezydent Rady Starszych                 |
| 1903 do 1909                            | Francis Mason Nobbs, prezydent Rady Wykonawczej                |
| 1909 do 1915                            | Joseph Allen McCleave Buffett, prezydent Rady Wykonawczej      |
| 1915 do 1 lipca 1914                    | Charles Chase Ray Nobbs, prezydent Rady Wykonawczej            |
| 1916                                    | Charles Chase Ray Nobbs, prezydent Rady Wykonawczej            |
| 1916 do 1919                            | Matthew Frederick Howard Christian, prezydent Rady Wykonawczej |
| 1919 do 1920                            | Albert Randall, prezydent Rady Wykonawczej                     |
| 1921 do 1922                            | Enoch Cobbcroft Robinson, prezydent Rady Wykonawczej           |
| 1922 do 1923                            | Albert Randall, prezydent Rady Wykonawczej                     |
| 1924 do 1928                            | Eustace Buffett Christian, prezydent Rady Wykonawczej          |
| 1928 do 1933                            | Enoch Cobbcroft Robinson, prezydent Rady Wykonawczej           |
| 1933 do 19 maja 1934                    | Charles Chase Ray Nobbs, prezydent Rady Wykonawczej            |
| 1934 do 1934                            | Eustace Buffett Christian, prezydent Rady Wykonawczej          |
| 1934 do 20 lipca 1935                   | Francis Rawdon M. Crozier, prezydent Rady Wykonawczej          |
| 1 sierpnia 1935 do 31 lipca 1936        | Charles Chase Ray Nobbs, prezydent Rady Doradczej              |
| 1 sierpnia 1936 do 31 lipca 1937        | Enoch Cobbcroft Robinson, prezydent Rady Doradczej             |
| 1 sierpnia 1937 do 31 lipca 1941        | William McLachlan, prezydent Rady Doradczej                    |
| 1 sierpnia 1941 do 31 lipca 1947        | George Hunn Nobbs Buffett, prezydent Rady Doradczej            |
| 1 sierpnia 1947 do 31 lipca 1948        | Ray Herbert Hastings Nobbs, prezydent Rady Doradczej           |
| 1 sierpnia 1948 do 31 lipca 1949        | David Campbell Dunsmere Buffett, prezydent Rady Doradczej      |
| 1 sierpnia 1949 do 31 lipca 1950        | Ray Herbert Hastings Nobbs, prezydent Rady Doradczej           |
| 1 sierpnia 1950 do 31 lipca 1951        | Leonard Dixon Holloway, prezydent Rady Doradczej               |
| 1 sierpnia 1951 do 5 czerwca 1952       | Enoch Cobcroft Robinson, prezydent Rady Doradczej              |
| 1 sierpnia 1952 do 31 października 1952 | Leonard Dixon Holloway, prezydent Rady Doradczej               |
| 1 listopada 1952 do 31 lipca 1953       | Charles Marie Gustav Adams, prezydent Rady Doradczej           |
| 1 sierpnia 1953 do 31 lipca 1956        | Ray Herbert Hastings Nobbs, prezydent Rady Doradczej           |
| 1 sierpnia 1956 do 15 czerwca 1959      | Wilfrid Metcalfe Randall, prezydent Rady Doradczej             |
| 15 czerwca 1959 do 22 czerwca 1960      | vacat                                                          |
| 22 czerwca 1960 do 1967                 | Frederick James Needham, prezydent Rady Wyspy                  |
| 1967 do 1974                            | William M. Randall, prezydent Rady Wyspy                       |
| 1974 do 1976                            | Richard Albert Bataille, prezydent Rady Wyspy                  |
| 1976 do 1978                            | William Arthur Blucher, prezydent Rady Wyspy                   |
| 10 sierpnia 1979 do 21 maja 1986        | David Ernest Buffett, szef ministrów                           |
| 21 maja 1986 do 22 maja 1989            | John Terence Brown, prezydent Zgromadzenia Legislacyjnego      |
| 22 maja 1989 do 20 maja 1992            | David Ernest Buffett, prezydent Zgromadzenia Legislacyjnego    |
| 20 maja 1992 do 4 maja 1994             | John Terence Brown, szef rządu                                 |
| 4 maja 1994 do 5 maja 1997              | Michael William King, szef rządu                               |
| 5 maja 1997 do 28 lutego 2000           | George Charles Smith, szef ministrów                           |
| 28 lutego 2000 do 5 grudnia 2001        | Ronald Coane Nobbs, szef ministrów                             |
| 5 grudnia 2001 do 1 czerwca 2006        | Geoffrey Robert Gardner, szef ministrów                        |
| 2 czerwca 2006 do 28 marca 2007         | David Ernest Buffett, szef ministrów                           |
| 28 marca 2007 nadal                     | Andre Nobbs, szef ministrów                                    |